# تسرع القلب الأذيني متعدد البؤر
تسرع القلب الأذيني متعدد البؤر (أو متعدد الأشكال) (بالإنجليزية: Multifocal atrial tachycardia)‏ هو اضطراب نظم قلبي، على وجه التحديد نوع من تسرع القلب فوق البطيني، وهو اضطراب شائع لدى كبار السن بشكل خاص، ويرتبط مع تفاقم مرض الانسداد الرئوي المزمن.
عادة ما يتم التحكم في معدل ضربات القلب من قبل مجموعة من الخلايا تسمى العقدة الجيبية الأذينية، ويحدت تسارع القلب الأذيني متعدد البؤر عندما تسيطر مجموعات (بؤر) من الخلايا موجوده خارج هذه العقدة على معدل ضربات القلب، حيث يتجاوز 100 نبضة في الدقيقة الواحدة. (وإذا كان معدل ضربات القلب هو ≤100، فإنه يُعتبر تسارع - من الناحية الفنية- ومن ثم يطلق عليه الإيقاع الأذيني متعدد البؤر).

## الأسباب
يحدث تسرع القلب الأذيني متعدد البؤر نتيجة مرض كامن آخر في معظم الحالات. يصيب الاضطراب 3 من كل 1000 مريض بالغ مقبول في المستشفى. يشيع حدوثه لدى كبار السن، ويندر لدى الأطفال. يعتمد علاج الاضطراب وتشخيصه على المرض الأساسي المسبب.
يشيع تسرع القلب الأذيني متعدد البؤر لدى من يعاني من الأمراض الرئوية، وقد يحدث بعد النوبات القلبية الحادة. يسبب انخفاض بوتاسيوم أو مغنيسيوم الدم حدوثه أيضًا، ويرتبط أحيانًا بالتسمم بالديجوكسين لدى مرضى قصور القلب.
يشيع ارتباط الاضطراب بنقص الأكسجة ومرض الانسداد الرئوي المزمن، وقد يحدث نتيجة التسمم بالثيوفيلين، وهو دواء ذو نطاق علاجي ضيق يستخدم عادةً لعلاج مرض الانسداد الرئوي المزمن. يسبب فرط الثيوفيلين اضطرابات نظم مختلفة، ولهذا يزيد استخدامه من أهبة مرضى الانسداد الرئوي المزمن الأساسية لتسرع القلب الأذيني متعدد البؤر. يحدث التسمم بالثيوفيلين نتيجة الاستخدام المفرط الحاد أو المزمن للدواء أو بسبب انخفاض إطراحه من الجسم.

## العلاج
يعتمد علاج تسرع القلب الأذيني متعدد البؤر على علاج السبب بشكل رئيسي. يجب أن يبدأ العلاج بتصحيح الاضطرابات الشاردية الكامنة والحفاظ تركيز بوتاسيوم أكثر من 4 ميلي مكافئ/ لتر ومغنيسيوم أكثر من 2 ميلي مكافئ/ لتر. أظهرت الدراسات قدرة المغنيسيوم على تثبيط النشاط الأذيني الشاذ، وبينت فائدة تعويضه حتى في حال كانت مستوياته ضمن المجال الطبيعي. تصبح باقي الخيارات العلاجية ممكنة بمجرد تصحيح الاضطرابات الشاردية. تتضمن تلك الخيارات استخدام حاصرات قنوات الكالسيوم غير ثنائية الهيدروبيريدين أو حاصرات بيتا أو اللجوء لإجراءات أخرى كجذ العقدة الأذينية البطينية (استئصالها). لم تجد الدراسات أي دور للعوامل المضادة لاضطرابات النظم في علاج تسرع القلب الأذيني متعدد البؤر، كما لم تجد أي دور للمميعات ولإجراءات تقويم نظم القلب في ذلك. تستخدم حاصرات بيتا باعتبارها الخط العلاجي الأول إن لم يكن السبب مرضًا رئويًا. تعمل حاصرات بيتا على قمع البؤر المنتبذة عن طريق تقليل التحفيز الودي وإبطاء النقل عبر العقدة الأذينية البطينية، وبالتالي إبطاء الاستجابة البطينية. بينت الدراسات فائدتها في تقليل معدل ضربات القلب بمقدار 51 نبضة في الدقيقة، ودورها في إعادة 79٪ من المرضى إلى النظم الجيبي. لم تستدعِ معظم الحالات علاجًا مطولًا بحاصرات بيتا؛ فقد أظهرت الدراسات حاجة 25٪ فقط من المرضى للعلاج طويل الأمد. يجب الانتباه عند استخدامها لدى المرضى الذين يعانون من مرض رئوي كامن -كالانسداد الرئوي المزمن- والمرضى الذين يعانون من قصور قلب غير معاوض؛ لأنها قد تزيد خطر التشنج القصبي وتقلل النتاج القلبي. إضافةً لذلك، يجب تجنب حاصرات بيتا لدى مرضى الإحصار الأذيني البطيني ما لم يزرع منظم لضربات القلب.
تصبح حاصرات قنوات الكالسيوم غير ثنائية الهيدروبيريدين -كالفيراباميل أو الديلتيازيم- الخيار العلاجي الأول بوجود مرض رئوي أساسي. تعمل هذه الأدوية على تثبيط النظم الأذيني وإبطاء النقل عبر العقدة الأذينية البطينية، وبالتالي إبطاء الاستجابة البطينية. بينت الدراسات فائدتها في تقليل معدل النظم البطيني بمقدار 31 نبضة في الدقيقة، ودورها في إعادة 43٪ من المرضى إلى النظم الجيبي. يجب الانتباه عند استخدامها لدى مرضى قصور القلب أو الذين يعانون من انخفاض ضغط الدم؛ لأنها تؤثر بشك سلبي على تقلص العضلة القلبية وتؤدي لتوسع وعائي محيطي. وبالمثل، يجب تجنب حاصرات قنوات الكالسيوم لدى مرضى الإحصار الأذيني البطيني ما لم يزرع منظم لضربات القلب.
قد يلجأ الأطباء في بعض الحالات المعندة لجذ العقدة الأذينية البطينية. بينت الدراسات فائدة هذه الطريقة في تقليل معدل النظم البطيني بمقدار 56 نبضة في الدقيقة مع السيطرة الكافية على الاستجابة البطينية لدى 84٪ من المرضى. ومع ذلك، يسبب جذ العقدة الأذينية البطينية إحصار قلبي كامل ويتطلب وضع منظم دائم لضربات القلب. قد يساهم الدعم بالأكسجين في علاج بعض المرضى.